# Сергеј Ребров
Сергеј Станиславович Ребров (укр. Сергій Станіславович Ребров; 3. јун 1974) је бивши украјински фудбалер и репрезентативац и тренутни тренер репрезентације Украјине.

## Каријера
Сергеј је почео играти фудбал у Шахтару из Доњецка, у којем је почео и професионалну каријеру. У својој првој сезони 1991. године у Совјетској лиги, тада као 17-годишњак, дао је два гола у седам утакмица. Године 1992. прелази у Динамо Кијев у којем је провео осам година те је одиграо 189 утакмица и постигао 93 гола. С Динамом је тада освојио 8 првенстава и пет купова.
У Тотенхем хотспер прелази 2000. године, за којег је у четири године одиграо 60 утакмица и постигао 10 голова. Године 2003. и 2004 је био на позајмици у турском Фенербахчеу. У Вест Хем јунајтеду игра у сезони 2004/05. где на 27 утакмица постиже један гол.
Године 2005. поново се враћа у Украјину, у Динамо Кијев, где је у три године освојио једно првенство, два купа и један суперкуп. С Рубином из Казања потписује двогодишњи уговор у марту 2008. Био је део екипе која је 2008. освојила Премијер лигу Русије по први пут у историји клуба. Крај каријере је објавио у јулу 2009. године.